# Mark Ashton
Mark Christian Ashton (Oldham, 19 de maig de 1960 - Southwark, 11 de febrer de 1987) va ser un activista gai i socialista anglès, membre del Partit Comunista de la Gran Bretanya.

## Biografia
Ashton va néixer a Oldham. Va estudiar al Northern Ireland Hotel and Catering College de Portrush, al comtat d'Antrim (Irlanda del Nord), abans de traslladar-se a Londres a finals de la dècada de 1970 i treballar de cambrer (i drag queen) al Conservative Club.
El 1982 va passar tres mesos a Bangladesh per visitar els seus pares, ja que el seu pare es trobava allà treballant per a la indústria de maquinària tèxtil. L'experiència li va produir un profund efecte. Al seu torn, es va fer voluntari del Switchboard, un telèfon d'ajuda a gais i lesbianes, va donar suport a la Campanya per al Desarmament Nuclear, i es va unir a les joventuts comunistes, la Lliga Jove Comunista. Va aparèixer a Framed Youth: The Revenge of the Teenage Perverts (1983), un documental produït per adolescents gais i lesbianes.
Amb el seu amic Mike Jackson, va fundar el grup de suport Lesbians and Gays Support the Miners (LGSM), després d'haver recollit donacions per als miners en vaga durant la Marxa de l'Orgull Gai de 1984 a Londres. Les activitats del grup es van convertir en una pel·lícula titulada Orgull (2014), on el paper de Mark Ashton és realitzat per Ben Schnetzer (nominat a un premi BIFA al millor actor secundari per aquest paper). El paper d'Ashton a Lesbians and Gays Support the Miners va ser recordat abans del estrenes de la pel·lícula en una sèrie d'entrevistes amb alguns dels antics membres del grup.
Després de l'LGSM, es va implicar en el col·lectiu de músics Red Wedge i es va convertir en el secretari general de la Lliga Jove Comunista, del 1985 fins a la seva mort.
Diagnosticat amb sida, Ashton va ser ingressat al Guy's Hospital el 30 de gener de 1987 i va morir 12 dies més tard de pneumocistosi. La seva mort va generar una resposta significativa de la comunitat gai, especialment en la publicació de textos i la participació en el seu funeral a Lambeth.

## Llegat
En la seva memòria, es va crear el Mark Ashton Trust per recollir diners per a persones amb VIH, i que el 2007 havia reunit 20.000 £. El Terrence Higgins Trust inclou des de 2008 la Mark Ashton Red Ribbon Fund, que el 2014 havia reunit més de 14.000 £. Mark Asthon també és recordat en un panell de l'UK AIDS Memorial Quilt.
La balada «For a Friend» de l'àlbum Red del duo de pop britànic The Communards va ser escrita en memòria d'Ashton. Mark Ashton era amic de Jimmy Somerville i Richard Coles. Mark Hooper de The Rough Guide to Rock escriu que aquesta cançó possiblement és el «moment més apassionat» de Somerville. «For a Friend» va aconseguir ser el número 28 de les llistes d'èxit britàniques.